# 톰 클랜시 (가수)
토머스 '톰' 클랜시(Thomas 'Tom' Clancy, 1924년 10월 29일 ~ 1990년 11월 7일)는 아일랜드의 독립운동가, 영화배우, 가수이다. 더 클랜시 브라더스 앨범을 보면 공식적으로 보컬 전담으로 되어 있지만, 라이브 공연 시에는 하모니카를 불기도 했다. 1924년에 아일랜드 티퍼러리 주의 캐릭 온 수어에서 태어났다. 젊은 시절은 형 패디 클랜시와 대체로 일치한다. 1940년대에 패디 클랜시와 함께 IRA에 가입하여 아일랜드 독립운동에 가담하였다. 패디 클랜시와 함께 연합군 소속으로 2차 세계 대전에도 참전하였고, 1947년에 패디 클랜시와 함께 캐나다로 건너왔으며, 1951년에 패디 클랜시와 함께 미국 뉴욕으로 옮겨 브로드웨이에서 영화배우로 활동하였다.
1956년에 더 클랜시 브라더스의 1집 앨범(당시에는 이 이름을 사용하지는 않았다.)을 내면서 공식적으로 음악계에 데뷔하였다. 1959년에 더 클랜시 브라더스라는 이름을 공식적으로 사용하면서 본격적인 음악 활동을 시작했다. 1집 앨범을 기타와 하프, 드럼, 틴 휘슬 반주를 덧붙여 재녹음 발매했고, 2집 앨범인 <Come Fill Your Glass With Us>를 내놓았다. 이후 1961년에 콜롬비아 레코드와 음반 발행 계약을 맺었다. 이후 아일랜드와 미국을 오가며 더 클랜시 브라더스 멤버로서 활동하였다. "The Moonshiner", "Haul Away Joe", "The Rising of the Moon", "The Barnyards of Delgaty", "Carrickfergus", "I Once Loved a Lass", "The Bold Fenian Men" 등의 곡에서 메인 보컬을 맡아 불렀다. 1969년까지는 패디, 리엄, 토미 메이컴과 함께 활동하였고, 1969년부터 1971년까지는 패디, 보비, 리엄, 1971년부터 1974년까지는 패디, 리엄, 루이스 킬런과 함께 활동하였다.
1974년에 그룹이 해체된 이후 영화배우로 계속 활동하다가, 1977년에 톰, 보비, 조카 로비 오코늘과 함께 더 클랜시 브라더스를 재조직하여 음악 활동을 재개했다. 1984년에 당시 2인조로 활동하고 있던 리엄 클랜시와 토미 메이컴이 리유니언 투어(Reunion Tour)를 위해 그룹에 복귀하면서 2년간 1기 체제(1956년~1969년)로 복귀하여 활동했다. 1986년부터 1990년까지 다시 패디, 보비, 로비 오코늘과 함께 활동하였다. 1990년에 위암으로 66세를 일기로 세상을 떠났다.